# Armoriale dei comuni della provincia di Teramo

Stemma della Provincia di Teramo

Questa pagina contiene le armi (stemmi e blasonature) dei comuni della provincia di Teramo.
| Stemma                             | Comune e blasonatura | Gonfalone e bandiera             |
| ---------------------------------- | --- | -------------------------------- |
|                                    | Alba Adriatica Gonfalone: drappo di azzurro… |                                  |
|                                    | Ancarano Decreto del Presidente della Repubblica del 10 settembre 1982 Gonfalone: Decreto del Presidente del Consiglio dei Ministri del 3 giugno 1986 |                                  |
|                                    | Arsita D'azzurro, alla torre di due palchi, d'argento, murata di nero, fondata in punta, ogni palco merlato alla ghibellina di tre, il palco superiore finestrato di nero, essa torre munita di grande porta di nero, caricata di costolatura a rombi d'oro, le superfici definite dai rombi ornate da dieci borchie di oro, cinque per ognuno dei due battenti. Decreto del Presidente della Repubblica del 20 ottobre 1998 Gonfalone: Drappo di bianco, riccamente ornato di ricami d'argento e caricato dello stemma sopra descritto con la iscrizione centrata in argento, recante la denominazione del Comune. Decreto del Presidente della Repubblica del 20 ottobre 1998 |                                  |
| Stemma in forma sannitica          | Atri Trinciato: nel 1º di rosso, a tre gigli d'oro, al lambello a quattro pendenti dello stesso; nel 2º di verde mare ondato d'argento nel numero di 3; alla banda centrata d'argento, caricata della parola Hatria di nero, attraversante in partizione; il tutto sormontato dalla corona ducale, con la divisa Civitas Vetusta in punta. Gonfalone: drappo di bianco… |                                  |
|                                    | Basciano D'oro, alla figure di un saracino barbuto, uscente dalla punta, impugnante con la destra una freccia in palo e vestito con giaco di rosso e calzoni d'argento punteggiati di nero. Accostato alla testa ricoperta da uno zuccotto di ferro, un crescente d'argento in banda. Decreto del Presidente della Repubblica del 3 luglio 1962 Gonfalone: Drappo partito di rosso e di giallo, riccamente ornato di ricami d'argento e caricato dello stemma con la iscrizione centrata in argento: Comune di Basciano. |                                  |
|                                    | Bellante D'oro al leone di azzurro. Ornamenti esteriori da Comune. Decreto del Presidente della Repubblica del 9 aprile 1985 Gonfalone: Drappo di azzurro… |                                  |
| Versione con il castello d'argento | Bisenti Scudo al cui interno è rappresentata la porta della cittadella sovrastata da 3 torri, sormontato da una corona ducale, è cinto da due ramoscelli intrecciati, a destra d'alloro e a sinistra di quercia, con alla base una fascia bianca con la scritta "Bisenti". Gonfalone: drappo di azzurro… |                                  |
| Stemma presente sul gonfalone      | Campli Stemma d'azzurro raffigurante un torrione con tre torri e una porta. Gonfalone: drappo di rosso… |                                  |
|                                    | Canzano Decreto del Presidente della Repubblica del 12 giugno 1984 Gonfalone: drappo partito di bianco e di verde… |                                  |
|                                    | Castel Castagna Gonfalone: drappo di verde… |                                  |
|                                    | Castellalto D'oro, al castello di rosso, mattonato e chiuso di nero, di tre torri merlate alla guelfa, la centrale più elevata. Ornamenti esteriori da Comune. Decreto del Presidente della Repubblica del 16 luglio 1985 Gonfalone: Drappo partito di giallo e di rosso… |                                  |
|                                    | Castelli Gonfalone: drappo partito di bianco e di azzurro… |                                  |
|                                    | Castiglione Messer Raimondo Gonfalone: Drappo d'azzurro. |                                  |
|                                    | Castilenti Stemma d'argento, alla figura di Santa Vittoria vestita d'azzurro, aureolata d'oro ed impugnante con la sinistra un ramo di palma dello stesso, posto in palo. Ornamenti esteriori da comune. |                                  |
|                                    | Cellino Attanasio Gonfalone: drappo di azzurro… |                                  |
|                                    | Cermignano D’azzurro, alla sbarra d’oro, caricata dal nome CERMIGNANO. Gonfalone: drappo di azzurro… |                                  |
|                                    | Civitella del Tronto D'azzurro, al castello d'oro di cinque torri, aperte e finestrate di nero. Motto: Civitella Civitas Fidelissima". Reale Decreto del 16 dicembre 1935 |                                  |
|                                    | Colledara |                                  |
|                                    | Colonnella |                                  |
|                                    | Controguerra |                                  |
|                                    | Corropoli Di azzurro, al castello d'oro, murato di nero, munito di tre svelte torri, rastremate, con i segmenti basamentali combacianti, la torre centrale più alta e più larga, merlate alla guelfa, la torre centrale di quattro, quelle laterali di tre, esse torri unite da due bassi muriccioli, il castello chiuso di nero, finestrato dello stesso di cinque, tre finestre nelle torri, due nel corpo del castello, fondato sulla pianura diminuita di verde. Ornamenti esteriori da Comune. Gonfalone: Drappo di giallo… |                                  |
|                                    | Cortino |                                  |
|                                    | Crognaleto Gonfalone: drappo di giallo con la bordatura di verde, riccamente ornato di ricami d'argento e caricato dallo stemma comunale con la iscrizione centrata in argento, recante la denominazione del Comune. Le parti di metallo ed i cordoni saranno argentati. L'asta verticale sarà ricoperta di velluto dei colori del drappo, alternati, con bullette argentate poste a spirale. Nella freccia sarà rappresentato lo stemma del Comune e sul gambo inciso il nome. Cravatta con nastri tricolorati dai colori nazionali frangiati d'argento. D.P.R. del 14 febbraio 2008 |                                  |
|                                    | Fano Adriano Lo stemma di Fano Adriano, con il tipico “Castello tritorrico”. Sono, inoltre, visibili le lettere F T, iniziali dell’antico nome latino del paese: “Fanum Traianum”. |                                  |
|                                    | Giulianova D'oro, al cavaliere armato di tutto punto di acciaio al naturale, l'elmo cimato dalla piuma di rosso, cavalcante il cavallo baio al naturale, afferrante con la mano sinistra le briglie, di rosso, con la mano destra non visibile la spada di acciaio al naturale, posta in banda alzata, esso cavallo passante sulla pianura di verde, con l'arto anteriore sinistro alzato. Ornamenti esteriori da Città. Gonfalone: Drappo di rosso… Decreto del Presidente della Repubblica del 3 ottobre 2005 |                                  |
|                                    | Isola del Gran Sasso d'Italia |                                  |
|                                    | Martinsicuro |                                  |
|                                    | Montefino D'argento, a cinque monti all'italiana d'azzurro, ordinati l'uno accanto all'altro, decrescenti dal centro ai lati, sormontati dalle lettere M e S in caratteri lapidari maiuscoli romani di nero. Ornamenti esteriori da Comune. D.P.R. del 27 giugno 1983 Gonfalone: Drappo di azzurro… |                                  |
| Stemma precedentemente in uso      | Montorio al Vomano Di azzurro, ai tre colli all'italiana, di verde, uniti, fondati sulla campagna diminuita, di rosso, il colle centrale più alto, i tre colli cimati ognuno dalla spiga di grano, d'oro, la centrale posta in palo, le laterali curvate verso i fianchi. Ornamenti esteriori da Comune. D.P.R. del 3 maggio 2010 Gonfalone: Drappo di giallo con la bordatura di rosso… D.P.R. del 3 maggio 2010 | Gonfalone precedentemente in uso |
|                                    | Morro d'Oro |                                  |
|                                    | Mosciano Sant'Angelo |                                  |
|                                    | Nereto |                                  |
|                                    | Notaresco |                                  |
|                                    | Penna Sant'Andrea |                                  |
| Altra raffigurazione dello stemma  | Pietracamela Consiste di un rettangolo all'interno del quale sono raffigurati: scudo sormontato da corona muraria di colore giallo ocra, contornato a lato destro di foglie di quercia di colore verde ed a lato sinistro di foglie di alloro di colore verde, alla base dalla scritta PIETRACAMELA di colore marrone e contenente dall'alto verso il basso una montagna innevata, una fascia gialla con tre stelle di colore marrone ed un cammello a due gobbe di colore giallo poggiato su base pianeggiante dello stesso colore. Gonfalone: Consiste di un drappo delle dimensioni di circa 1,20 m x 0,70 m diviso in verticale in bande colore bianco a sinistra ed azzurro a destra, lobato in basso. Sulla divisione verticale insistono, progressivamente verso il basso la scritta COMUNE DI PIETRACAMELA, che sormonta lo stemma del Comune. Il tutto contornato da tralci di foglie in azzurro intersecantisi nel lobo centrale e che si diramano sui lobi laterali. |                                  |
|                                    | Pineto |                                  |
|                                    | Rocca Santa Maria |                                  |
|                                    | Roseto degli Abruzzi Campo di cielo, alle cinque montagne di verde, unite, la montagna centrale più alta, più larga e con i declivi visibili, le montagne mediane di altezza e larghezza medie, le montagne laterali basse, strette, uscenti dai fianchi, esse montagne mediane e laterali con i declivi in banda e in sbarra parzialmente celati dalle montagne combacianti, le cinque montagne fondate sulla campagna di azzurro, mareggiata di argento, il tutto sormontato dalla cometa di argento, formata dalla stella di cinque raggi con la coda ondeggiante in banda incorporante il raggio in basso a sinistra. Ornamenti esteriori da Città. Gonfalone: Drappo di bianco con la bordatura di azzurro… |                                  |
|                                    | Sant'Egidio alla Vibrata Campo di cielo, al cervo rivoltato fermo su campagna di verde. Ornamenti esteriori da Comune. Gonfalone: Drappo di azzurro… |                                  |
|                                    | Sant'Omero |                                  |
|                                    | Silvi D'azzurro, al castello d’oro, murato di nero, il fastigio privo di merli, munito di tre torri merlate alla guelfa di quattro, la torre centrale più alta e più larga, chiuso e finestrato di cinque, due finestre sotto il fastigio, tre nelle torri, di rosso, esso castello fondato sulla pianura di verde, fluttuosa d’argento, accompagnato da due piante di liquirizia, al naturale, una a destra, l’altra a sinistra, con sette rami ciascuna, tre a destra, tre a sinistra, uno alla sommità, nodrite nella pianura. Sotto lo scudo su lista bifida e svolazzante di azzurro, il motto, in lettere maiuscole di nero, OLIM CASTRUM SILVII. Ornamenti esteriori da Città. D.P.R. del 19 settembre 1996 Gonfalone: Drappo partito di rosso e di azzurro, riccamente ornato di ricami d’oro e caricato dello stemma sopra descritto con la iscrizione centrata in oro recante la denominazione della Città. Le parti di metallo ed i cordoni saranno dorati. L’asta verticale sarà ricoperta di velluto dei colori del drappo, alternati, con bullette dorate poste a spirale. Nella freccia sarà rappresentato lo stemma della Città e sul gambo inciso il nome. Cravatta con nastri tricolorati dai colori nazionali frangiati d’oro. D.P.R. del 19 settembre 1996 |                                  |
|                                    | Teramo Di rosso, alla banda d'argento caricata dalle lettere alfabetiche capitali di nero della parola "Teramum", accompagnata da due croci trifogliate del secondo. Reale Decreto del 24 giugno 1941 Gonfalone: drappo di bianco bordato di rosso… | Altra versione                   |
|                                    | Torano Nuovo |                                  |
|                                    | Torricella Sicura Gonfalone: Drappo partito di bianco e di azzurro… |                                  |
|                                    | Tortoreto D'azzurro, ai tre colli all'italiana, uniti, fondati in punta,di verde, il colle centrale più alto e più largo, sostenente la tortora sorante, rivoltata, di argento. Gonfalone: Drappo di bianco con la bordatura di azzurro… |                                  |
|                                    | Tossicia Gonfalone: Drappo di verde… |                                  |
|                                    | Valle Castellana |                                  |